# Джемаль-паша
Ахмед Джемаль-паша (осман. احمد جمال, тур. Ahmet Cemal Paşa; 6 травня 1872, Мітилена, острів Лесбос, Османська імперія — 21 липня 1922, Тифліс, Грузія) — османський військовий і політичний діяч, повноважний військовий і цивільний адміністратор Сирії (1915—1917); відомий діяч руху младотурків. Військовий злочинець, який брав участь в масових вбивствах вірмен і арабів.

## Біографія
Ахмед Джемаль народився 6 травня 1872 року в Мітилені на острові Лесбос (нині Греція) в сім'ї військового фармацевта Мехмет Несіп-бея. Закінчив вище військове училище Кулелі в 1890, потім Стамбульську військову академію в 1893 році. Спочатку служив в 1-му департаменті військового міністерства, потім в департаменті спорудження військових укріплень Кірккілісе при 2-ї армії. У 1896 році зарахований до 2-му армійському корпусу. Через два роки він став начальником штабу Дивізії новобранців в Салоніках.
Тим часом, він став членом «Комітету єдності і прогресу» — таємної політичної організації, яка прагнула повалити султана Абдул-Гаміда. У 1905 році Джемаль був підвищений до майора і призначений інспектором Румелійської залізниці. У 1906 році він вступив в Османське товариство свободи, став впливовим діячем «Комітету єдності і прогресу». У 1907 році призначений членом Військової ради 3-го армійського корпусу. Тут він познайомився і співпрацював з Алі Фетхи Ок'яром і Мустафою Кемалем. У 1908—1918 роках Джемаль був одним з найбільш впливових адміністраторів Османської імперії.

### Балканські війни і переворот 1913 року
У 1911 році Джемаль був призначений губернатором Багдада. Він, однак, майже відразу пішов у відставку, щоб взяти участь в Балканській війні. У жовтні 1912 йому присвоєно звання полковника. Наприкінці 1-й балканської війни він відігравав важливу роль в пропагандистській кампанії проти переговорів з європейськими країнами, яку розгорнули «младотурки». Він намагався вирішити проблеми, що виникли в Стамбулі після перевороту 1913 роки. Джемаль зіграв значну роль у Другій балканській війні, а після перевороту, вчиненого 23 січня 1913 року, він став начальником гарнізону Стамбула і був призначений міністром громадських робіт. У 1914 році він став міністром морського флоту.

### Перша світова війна
Коли Європа розділилася на два блоки, Джемаль, на відміну від інших младотурецької лідерів, був прихильником союзу з Францією. Він відправився до Франції для переговорів про союз, які зазнали невдачі, і був змушений приєднатися до пронімецьких лідерів младотурків Енвер-паші і Талаат-паші. Утрьох вони взяли під контроль уряд Османської імперії в 1913 році, встановивши «режим трьох пашів», який тривав аж до поразки країни у Першій світовій війні. Джемаль був одним з архітекторів зовнішньої і внутрішньої політики Османської імперії.
Після вступу Османської імперії у війну на боці Німеччини і Австро-Угорщини Енвер-паша призначив Джемаль-пашу командувачем армією, яка воювала проти англійців в Єгипті, проте в якості воєначальника Джемаль зазнав невдачі, як раніше і сам Енвер.

### Сирійська кампанія
У травні 1915 року Джемаль-паша був призначений повноважним військовим і цивільним адміністратором Сирії. Прийнятий спеціально з цього приводу закон давав йому широкі повноваження. Всі декрети уряду в Стамбулі, що стосуються Сирії, повинні були бути схвалені ним особисто. Однак розгорнуті ним наступи в напрямку Суецького каналу провалилися. Ці невдачі, одночасні стихійні лиха і економічні негаразди налаштували місцеве населення проти османської адміністрації і викликали Арабську революцію під проводом шерифа Хусейна і його синів.
Наприкінці 1915 року Джемаль-паша почав секретні переговори з Антантою про вихід Туреччини з війни, однак переговори провалилися, оскільки сторони не дійшли згоди про майбутні кордони Османської імперії. Американський історик Шон Мак-Мікін висловлює сумніви в реальності переговорів з Антантою, вказуючи на той факт, що Джемаль завжди підтримував тісні стосунки з Німеччиною і ненавидів британську імперію.
За наказом Джемаля були зайняті французькі консульства в Бейруті і Дамаску, де були виявлені секретні документи про зв'язки французів з арабськими повстанцями. Саме в діях повстанців Джемаль бачив основну причину своїх невдач.
Джемаль отримав серед арабів прізвисько «Ас-Саффі» («Кривавий м'ясник»), оскільки за його наказом 6 травня 1916 року в Дамаску і Бейруті відповідно було повішено чимало ліванських і сирійських шиїтів і маронітів за звинуваченням у зраді.
У книзі «Історія Османської адміністрації в Східній Йорданії 1864—1918 рр.» Ахмед Седко Алі Шукайрат пише, що Джамаль-паша брав участь в масових вбивствах арабів в Леванті через їх вимоги про децентралізацію управління, а також посприяв переселенню сотні вірменських сімей в Анатолію . Джамаль-паша засудив багатьох арабських лідерів до смертної кари. У серпні 1915 року в Бейруті було страчено 11 чоловік, а в той же час в Сирії — представники місцевої інтелігенції були також конче забиті. Остання страта відбулася в травні 1916 года.
Наприкінці 1917 року Джемаль керував Сирією з Дамаска як майже незалежний правитель. Після того, як англійці завдали ряд поразок османській 4-ї армії, він залишив свою посаду і повернувся в Стамбул.

### III парламент
На останньому з'їзді партії «Комітет єдності і прогресу», проведеному в 1917 році, Джемаль був обраний до правління партії.
Після поразки Османської імперії в жовтні 1918 року і відставки кабінету Талаат-паші 2 листопада 1918 року Джемаль втік, разом з кількома іншими лідерами «Комітету», в Німеччину, потім до Швейцарії.

### Засудження і смерть
5 липня 1919 військовий трибунал в Константинополі заочно засудив Джемаля (поряд з іншими членами «тріумвірату» — Талаатом і Енвером) до смертної кари через повішення за залучення Туреччини у війну і організацію масових вбивств вірмен, а також (спеціально) за вбивства арабів. Джемаль попрямував до Афганістану, де в якості військового радника брав участь в модернізації афганської армії. Пізніше переїхав в Тифліс, де в 1922 році був убитий членами партії «Дашнакцутюн» Петросом Тер-Погосяном і Арташесом Геворгяном в рамках операції «Немезіс» зі знищення винуватців геноциду вірмен в 1915 році. Тіло було перевезено в Ерзурум і там поховано.

## Спадок
Онук Ахмеда Джемаль-паші, Хасан Джемаль, написав книгу «1915: Геноцид вірмен», в якій він описав еволюцію своєї позиції, яка починалася з заперечення геноциду, але закінчилася його публічним визнанням.
5 квітня 2010 року, на розі вулиць Чайковського та Інгорогви, на фасаді будинку, що належав колишньому державному раднику Антону Соломоновичу Корханяну, було встановлено пам'ятну дошку Джемаль паші, вбитому в Тифлісі вірменськими «народними месниками» Петросом Тер-Погосяном, Арташесом Геворгяном і Степаном Цагікяном. 17 квітня вірменська громада домоглася зняття дошки.